# تقييم المرض وخطة العلاج (طب)

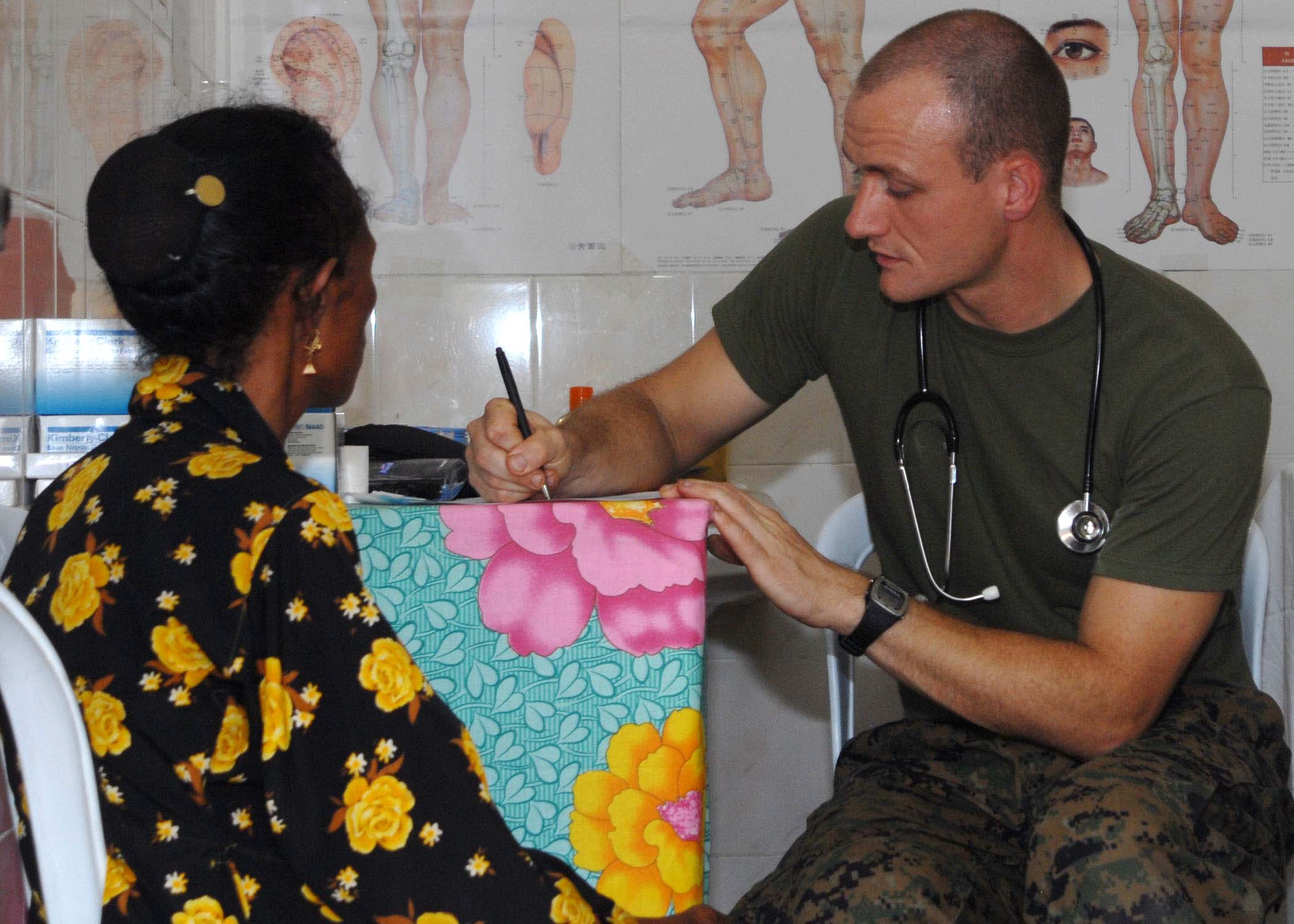
مقابلة مريض.

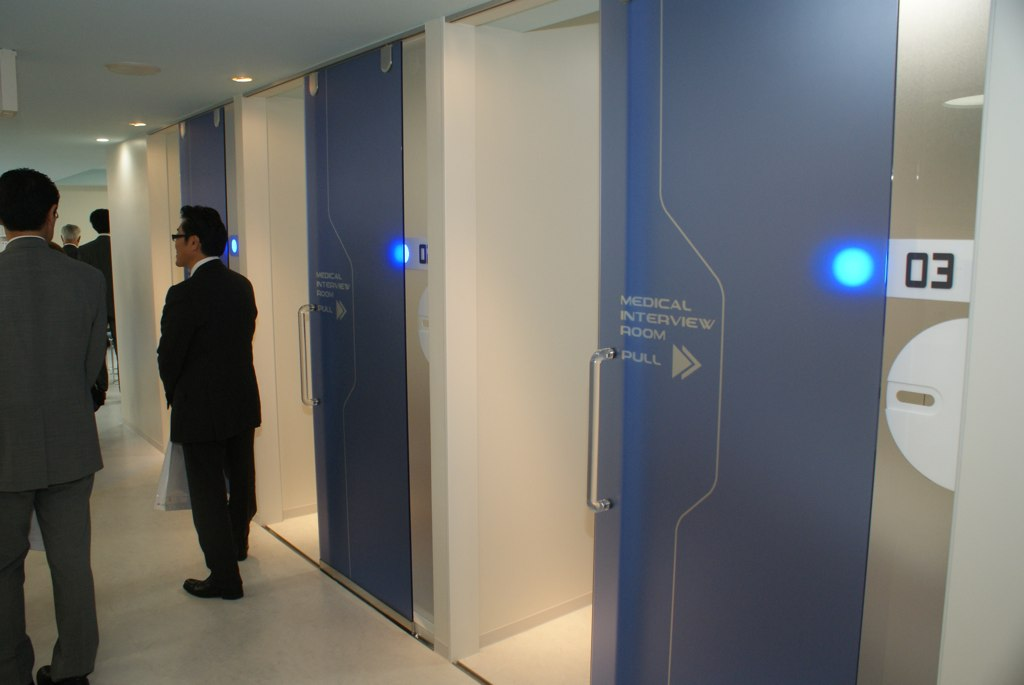
غُرف مقابلة المرضى.

التقييم والخطة (بالإنجليزية: assessment and plan)‏ (واختصارها: A/P  أو A&P) هو أحد مكونات من مذكرة قبول المريض لدخول المستشفى أو مرفق الرعاية الصحية ليكون تحت رعاية «المرضى الداخليين» (بالإنجليزية: Inpatient care)‏.

## تقييم المرض
يتضمن التقييم مناقشة التشخيص التفريقي وتاريخ المرض ونتائج المعاينة والفحص الطبي.

## خطة العلاج
يتم تقسيم الخطة إلى المشكلات الموجودة أو النظام المتأثر (مثلا: نظام التنفس، أو الدورة الدموية)، وكل مشكلة يجب أن تشمل الآتي:
- ملخص المشكلة، بما في ذلك ما تم القيام به حتى كتابة الخطة.
- أوامر الأدوية والمختبرات والدراسات والإجراءات الجراحية لمعالجة هذه المشكلة.

## المشكلات
عادة ما تكون المشاكل مشتقة من الآتي:
- الشكوى الرئيسية.
- تاريخ المرض الحالي.
- فحص أجهزة المريض (نادرا؛ إذ أن المشكلات المتعلقة لابد وأن تكون قد تم تحديدها أثناء مقابلة المريض مع الشكوى الرئيسية).
- الفحص البدني (نادرا؛ إذ أن المشكلات المتعلقة لابد وأن تكون قد تم تحديدها أثناء معاينة المريض مع الشكوى الرئيسية).
- التاريخ الاجتماعي (الأمور المتعلقة بالمرض من الناحية الأسرية، الوظيفية أوالترفيهية للمريض)، بما في ذلك تقديم المشورة عن التدخين، الكحول وتعاطي المخدرات غير المشروعة.
- تاريخ الأسرة.
- الأدوية قد تشير إلى المشاكل التي تحتاج إلى معالجة أثناء علاج المشاكل الأخرى، مثل «عسر شحميات الدم» المُسيطر عليها بالستاتين.